# Підлипняк Ісак Митрофанович
Іса́к (Іссак) Митрофа́нович Підлипня́к (1 червня 1913, Танське — 11 липня 1993, Шевченкове) — організатор сільськогосподарських робіт, Герой Соціалістичної Праці.

## З життєпису
Народився 1913 року в селі Танському (сучасний Уманський район Черкаської області). Закінчив сільськогосподарський технікум на Лебединщині (1932). Працював ученим агрономом Підвисоцької МТС. 1933 року переведений на посаду ученого агронома до Булацелівської МТС тоді Куп'янського району. На початку 1940-х призначений директором Булацелівської МТС.
У жовтні 1942 — лютому 1943 року виконував спеціальне завдання на окупованій території — створив і очолив Шевченківський партизанський загін.
Після вигнання нацистів з території району 2 роки працював головою виконкому Шевченківської райради. Груднем 1945 року повернувся на посаду директора Шевченківської МТС.
1947 року колгоспи і радгоспи, які обслуговувалися Шевченківською МТС, отримали високий урожай ранніх зернових — зібрано на площі 1710 га по 23,32 центнери озимої пшениці.
До 1958 року очолював Шевченківську МТС, по тому іще 20 років працював керуючим Шевченківським районним об'єднанням «Сільгосптехніка».
Займав активну життєву позицію, неодноразово обирався депутатом Харківської обласної і Шевченківської районної ради.
Помер 1993 року, похований в селищі Шевченкове.

### Нагороди
- Герой Соціалістичної Праці, рішення Президії Верховної Ради СРСР ВІД 7 травня 1948 року
- орден Леніна
- 2 ордени Трудового Червоного Прапора
- орден Жовтневої Революції
- орден «Знак Пошани»
- медалі.